# Diocesi di Primavera do Leste-Paranatinga
La diocesi di Primavera do Leste-Paranatinga (in latino Diocesis Orientalis Veris-Paranatinguensis) è una sede della Chiesa cattolica in Brasile suffraganea dell'arcidiocesi di Cuiabá. Nel 2021 contava 146.802 battezzati su 231.826 abitanti. È retta dal vescovo João Aparecido Bergamasco, S.A.C.

## Territorio
La diocesi comprende i seguenti comuni dello stato brasiliano del Mato Grosso: Campinápolis, Campo Verde, Chapada dos Guimarães, Gaúcha do Norte, Nova Brasilândia, Novo São Joaquim, Paranatinga, Planalto da Serra, Poxoréu, Primavera do Leste e Santo Antônio do Leste.
Sede vescovile è la città di Primavera do Leste, dove si trova la cattedrale di San Cristoforo. A Paranatinga sorge la concattedrale di San Francesco Saverio.
Il territorio si estende su 89.636 km² ed è suddiviso in 20 parrocchie.

## Storia
La prelatura territoriale di Paranatinga è stata eretta il 23 dicembre 1997 con la bolla Ecclesia sancta di papa Giovanni Paolo II, ricavandone il territorio dalle diocesi di Barra do Garças, di Rondonópolis (oggi diocesi di Rondonópolis-Guiratinga) e di Sinop.
Il 25 giugno 2014 papa Francesco con la bolla Ad totius dominici ha elevato la prelatura territoriale al rango di diocesi che, contestualmente all'incorporazione di parte del territorio della soppressa diocesi di Guiratinga e della diocesi di Rondonópolis, ha assunto il nome attuale.

## Cronotassi dei vescovi
Si omettono i periodi di sede vacante non superiori ai 2 anni o non storicamente accertati.
- Vital Chitolina, S.C.I. (23 dicembre 1997 - 28 dicembre 2011 nominato vescovo di Diamantino)
  - Sede vacante (2011-2014)
- Derek John Christopher Byrne, S.P.S. (25 giugno 2014 - 7 giugno 2023 ritirato)[2]
- João Aparecido Bergamasco, S.A.C., dal 4 ottobre 2023

## Statistiche
La diocesi nel 2021 su una popolazione di 231.826 persone contava 146.802 battezzati, corrispondenti al 63,3% del totale.
| anno | popolazione | popolazione | popolazione | presbiteri | presbiteri | presbiteri | presbiteri                | diaconi | religiosi | religiosi | parrocchie |
| anno | battezzati  | totale      | %           | numero     | secolari   | regolari   | battezzati per presbitero | diaconi | uomini    | donne     | parrocchie |
| ---- | ----------- | ----------- | ----------- | ---------- | ---------- | ---------- | ------------------------- | ------- | --------- | --------- | ---------- |
| 1999 | 56.500      | 63.873      | 88,5        | 6          | 1          | 5          | 9.416                     |         | 5         | 9         | 5          |
| 2000 | ?           | 64.000      | ?           | 6          | 1          | 5          | ?                         |         | 5         | 8         | 5          |
| 2002 | 53.200      | 62.180      | 85,6        | 7          | 1          | 6          | 7.600                     |         | 10        | 9         | 6          |
| 2011 | 54.900      | 72.000      | 76,3        | 12         | 9          | 3          | 4.575                     |         | 3         | 3         | 10         |
| 2014 | 127.500     | 170.000     | 75,0        | 24         | 15         | 9          | 5.312                     |         | 9         | 22        | 17         |
| 2015 | 128.600     | 171.000     | 75,2        | 20         | 11         | 9          | 6.430                     |         | 9         | 22        | 17         |
| 2016 | 130.008     | 186.013     | 69,9        | 31         | 17         | 14         | 4.193                     | 2       | 14        | 3         | 18         |
| 2019 | 134.476     | 204.609     | 65,7        | 34         | 23         | 11         | 3.955                     | 3       | 17        | 23        | 19         |
| 2021 | 146.802     | 231.826     | 63,3        | 30         | 22         | 8          | 4.893                     | 5       | 12        | 28        | 20         |